# فرانك بيترز (مصور)
فرانك بيترز هو مصور بلجيكي، ولد في يوليو 1947 في أنتويرب في بلجيكا.